# Andreas Wecker
Andreas Wecker (Staßfurt, República Democràtica Alemanya 1970) és un gimnasta artístic alemany, ja retirat, guanyador de cinc medalles olímpiques.

## Biografia
Va néixer el 2 de gener de 1970 a la ciutat de Staßfurt, població situada a l'estat de Saxònia-Anhalt, que en aquells moments formava part de la República Democràtica Alemanya (RDA) i que avui dia forma part d'Alemanya.

## Carrera esportiva
Va participar, als 18 anys, en els Jocs Olímpics d'Estiu de 1988 celebrats a Seül (Corea del Sud), on va aconseguir guanyar en representació de la RDA la medalla de plata en la prova per equips. En aquests mateixos Jocs finalitzà vuitè en la prova de barra fixa, guanyant així un diploma olímpic, com a resultat més destacat.
En els Jocs Olímpics d'Estiu 1992 realitzats a Barcelona (Catalunya), sota representació d'Alemanya, aconseguí guanyar tres medalles: la medalla de plata en la prova de barra fixa, just per darrere del nord-americà Trent Dimas i empatat amb Hrihori Missiutin; i la medalla de bronze en les proves d'anelles i cavall amb arcs. Així mateix, en aquests Jocs, finalitzà quart en la prova individual i per equips, i setè en la prova d'exercici de terra i barres paral·leles, guanyant en totes elles sengles diplomes olímpics.
En els Jocs Olímpics d'Estiu de 1996 realitzats a Atlanta (Estats Units) aconseguí guanyar la medalla d'or en la prova de barra fixa, quedant per davant d'Aleksei Némov i Vitali Sxerbo, que només pogueren aconseguir el tercer lloc. En aquests mateix Jocs finalitzà cinquè en la prova d'anelles, setè en la prova per equips i tretzè en la prova individual com a resultats més destacats.
Participà en els Jocs Olímpics d'Estiu de 2000 realitzats a Sydney (Austràlia), els seus últims Jocs, si bé no aconseguí cap èxit destacat.
Al llarg de la seva carrera guanyà vuit medalles en el Campionat del Món de gimnàstica artística, entre elles una medalla d'or, i cinc medalles en el Campionat d'Europa de l'especialitat, entre elles dues medalles d'or.